# New Edubiase United
El New Edubiase United Football Club es un equipo de fútbol profesional de Ghana que juega en la Liga de fútbol de Ghana, la liga de fútbol más importante del país.

## Historia
Fue fundado en la ciudad de New Edubiase, aunque sus partidos los juegan en la ciudad de Bekwai y no fue hasta hace poco que se volvió un equipo ganador, ya que ha ganado el torneo de Copa 1 vez, su título más importante hasta el momento.
A nivel internacional ha participado en 1 torneo continental, en la Copa Confederación de la CAF 2013, donde fue eliminado en la Ronda Preliminar por el Diables Noirs de la República del Congo.

## Palmarés
- Copa de Ghana: 1

2011/12
- Primera División de Ghana: 1

2008/09

## Participación en competiciones de la CAF
| Temporada | Torneo                       | Ronda      | Club          | Casa | Visita | Global      |
| --------- | ---------------------------- | ---------- | ------------- | ---- | ------ | ----------- |
| 2013      | Copa Confederación de la CAF | Preliminar | Diables Noirs | 1-0  | 0-1    | 1-1 (4-5 p) |

## Jugadores

### Jugadores destacados
- Francis Jojo Bossman